# Dogbo
Dogbo es una comuna beninesa perteneciente al departamento de Kouffo.
En 2013 la población de la comuna era de 103 057 habitantes.
Se ubica sobre la carretera RN2-bis, a medio camino entre Aplahoué y Lokossa.

## Subdivisiones
Comprende los siguientes arrondissements:
- Ayomi
- Dèvè
- Honton
- Lokogohoué
- Madjrè
- Tota
- Totchagni